# Jesse LaVercombe
Jesse LaVercombe (* in Minneapolis) ist ein US-amerikanischer Dramatiker und Theater- und Filmschauspieler.

## Leben
Jesse LaVercombe wurde in Minneapolis in Minnesota geboren, wo er auch aufwuchs. Seit seinem 18. Lebensjahr lebt er in Kanada. Als Schauspieler absolvierte er 2013 die National Theatre School of Canada und 2015 das Actors Conservatory des Canadian Film Centre. Er trat auf Bühnen in ganz Kanada und den USA auf, darunter im National Arts Centre of Canada, im Tarragon Theatre, im Factory Theatre, im Harbourfront Centre, beim Blyth Festival und im Marigny Opera House in New Orleans. Zu dieser Zeit wirkte er auch in mehreren Kurzfilmen, in kleinen Rollen in Fernsehserien und in Spielfilmen wie The Telephone Game mit.
Im Jahr 2019 wurde er von der Playwrights Guild of Canada für seine Arbeit an Hallelujah, It’s Holly mit dem Emerging Playwright Award ausgezeichnet.
In dem Filmdrama Violation von Madeleine Sims-Fewer und Dusty Mancinelli, das im September 2020 beim Toronto International Film Festival seine Premiere feierte, ist er in der Rolle von Dylan zu sehen. Hierfür erhielt er im Rahmen der Canadian Screen Awards eine Nominierung als bester Nebendarsteller.

## Filmografie
Als Schauspieler
- 2015: Longhand (Kurzfilm)
- 2015: The Telephone Game
- 2016: It’s No Real Pleasure in Life (Kurzfilm)
- 2017: Mary Goes Round
- 2017: Salvation (Fernsehserie)
- 2017: American Gods (Fernsehserie)
- 2017: Save Me (Fernsehserie)
- 2017: Mayday – Alarm im Cockpit (Dokuserie)
- 2019–2022: Murdoch Mysteries – Auf den Spuren mysteriöser Mordfälle (Murdoch Mysteries, Fernsehserie, 15 Folgen)
- 2020: Flowers of the Field
- 2020: Violation

Als Drehbuchautor
- 2023: Float
- 2024: Code 8 – Teil II (Code 8: Part II)

## Auszeichnungen
Canadian Screen Award
- 2021: Nominierung als Bester Nebendarsteller (Violation)[4]